# Сян (приток Вилюя)
Сян (также Сээн) — река в Мирнинском районе Якутии (Россия), левый приток Вилюя. Длина реки составляет 181 км, площадь водосборного бассейна — 3510 км². 
Исток реки находится на севере Мирнинского района Якутии, на Вилюйском плато на высоте более 700 м над уровнем моря, к северу от группы озёр Бурунда. В верховьях протекает через эти озёра с севера на юг; далее, после впадения справа речки Урасалах-Тас, направление течения меняется с южного на юго-восточное. В нижнем течении Сян снова поворачивает на юг, активно меандрируя в заболоченной пойме. На берегах ландшафт представляет собой холмистую лесотундру с преобладанием лиственницы. Непосредственно перед устьем поворачивает на запад. Впадает в Вилюй в 2044 км от его устья по левому берегу напротив впадения Улахан-Вавы, на высоте менее 311 м над уровнем моря. Ширина в нижнем течении — 70 м при глубине 0,8 м, скорость течения в низовьях — 0,5 м/с. 
Населённых пунктов на реке нет. Ледостав длится с середины октября до конца мая — начала июня.
Основной приток — река Джелтули длиной 53 км (левый).

## Данные водного реестра
По данным государственного водного реестра России и геоинформационной системы водохозяйственного районирования территории РФ, подготовленной Федеральным агентством водных ресурсов:
- Бассейновый округ — Ленский
- Речной бассейн — Лена
- Речной подбассейн — Вилюй
- Водохозяйственный участок — Вилюй от истока до водомерного поста Усть-Амбардах
- Код водного объекта — 18030800112117400005965